# Fragile (альбом Yes)
Fragile (с англ. — «Хрупкий») — четвёртый студийный альбом британской прогрессив-рок-группы Yes, выпущенный в 1971 году лейблом Atlantic Records. Занял 11 место в списке Топ-25 лучших альбомов прогрессивного рока по версии Progarchives.com и 24 место в списке «25 лучших классических альбомов прогрессивного рока» по версии PopMatters. Также занял 10 место в списке «50 величайших прог-рок-альбомов всех времён» журнала Rolling Stone.
Ремастирован и переиздан в 2003 году с добавлением двух бонус-треков.

## Об альбоме
Fragile стал первой работой в составе группы Yes для клавишника Рика Уэйкмана, который пришёл вместо Тони Кэя, начавшего работать над альбомом Fragile, но покинувшего группу в августе 1971 года.
По словами музыкального критика (Mike DeGagne), альбом Fragile был той точкой, где «Yes начали формировать своё прогрессивное роковое звучание с более длинными инструментальными пассажами, более твёрдой игрой на бас-гитаре Криса Сквайра и реализацией довольно глубоких, если не абстрактных текстов».
Оформление обложки

Оформление обложки альбома разрабатывалось художником Роджером Дином. На её фронтальной части изображена крошечная планета. На задней стороне обложки планета изображена разлетающейся на части, а её население улетает в деревянном космическом планере. Эта картина легла в основу концепции сольного альбома Джона Андерсона Olias Of Sunhillow, а также фильма Плавучие Острова (англ. Floating Islands). На внутренней стороне обложки присутствуют два дополнительных рисунка: на левой части изображена группа существ, ютящихся в корнях дерева, а на правой части изображён скалолаз, висящий на колоннообразной скале. Так же на внутренней обложке есть несколько фотографий, выполненных Дином.
Композиции

Наиболее известной композицией альбома Fragile является песня «Roundabout», ставшая одним из самых популярных произведений группы и неизменным концертным хитом. В 2003 году была записана акустическая версия этой песни в альбоме The Ultimate Yes: 35th Anniversary Collection, содержащем также акустическую версию песни «South Side of the Sky». Вторая композиция «Cans and Brahms» содержит мелодию из третьей части четвёртой симфонии Иоганнеса Брамса, обработанную Риком Уэйкманом с использованием современных клавишных инструментов.
В 1998 году «Heart Of The Sunrise» была использована в фильме Buffalo 66. Трек «Roundabout» был использован в фильме Outside Providence в 1999 году, а также в аниме-сериале Невероятные приключения ДжоДжо в 2012 году. В 2014 году этот трек был использован в саундтреке Grand Theft Auto V (в версиях для PS4, Xbox One, а позже — и для ПК в 2015 году), песня звучит на радиостанции Los Santos Rock Radio).

## Список композиций

### сторона А
1. Roundabout (Джон Андерсон/Стив Хау) — 8:30
2. Cans And Brahms (Иоганнес Брамс, ар. Рик Уэйкман) — 1:38
3. We Have Heaven (Джон Андерсон) — 1:40
4. South Side Of The Sky (Джон Андерсон/Крис Сквайр) — 7:58

### сторона Б
1. Five Per Cent For Nothing (Билл Бруфорд) — 0:35
2. Long Distance Runaround (Джон Андерсон) — 3:30
3. The Fish (Schindleria praematurus) (Крис Сквайр) — 2:39
4. Mood For A Day (Стив Хау) — 3:00
5. Heart Of The Sunrise[7] (Джон Андерсон/Крис Сквайр/Билл Бруфорд) — 11:27

### Бонус-треки при переиздании
1. «America» (Пол Саймон) — 10:33
2. «Roundabout (Early Rough Mix)» (Джон Андерсон/Стив Хау) — 8:35

## Участники записи
- Джон Андерсон — Ведущий вокал
- Крис Сквайр — Бас-гитара, вокал
- Стив Хау — Электрогитары, акустические гитары, бэк-вокал
- Рик Уэйкман — Хаммонд-орган, рояль, RMI 368 Electra-piano, клавесин, меллотрон, синтезатор муга
- Билл Бруфорд — Барабаны, перкуссия